# Der Himmel kann warten (2000)
Der Himmel kann warten ist ein deutscher Spielfilm von Brigitte Müller aus dem Jahr 2000.

## Handlung
Der stille Einzelgänger Alex Feldkamp und der selbstbewusste Paul Jahnke sind seit Kindertagen beste Freunde. Beide haben den einzigen gemeinsamen Traum, Comedian zu werden. Eine Chance stellt der Endausscheid eines Comedy-Talentwettbewerbs dar, der eine eigene Comedyshow im Fernsehen zum Gewinn hat. Paul imitiert sein Idol, den amerikanischen Komiker Rob Patterson, aber scheitert damit. Gemeinsam reisen Paul und Alex nach Los Angeles, um dort Rob Patterson zu finden und ihn um Rat zu fragen. Paul ahnt nicht, dass Alex todkrank ist.

## Hintergrund
Der Himmel kann warten wurde von der Sam Film GmbH in Zusammenarbeit mit der SevenPictures GmbH und der Vela-X Produktion produziert. Die Uraufführung erfolgte am 28. Oktober 2000 bei den Internationalen Hofer Filmtagen. Am 21. Dezember 2000 startete der Film den deutschen Kinos.
Barbara Schöneberger ist in einer Gastrolle zu sehen.